# Pedro Hestnes
Pedro Hestnes Ferreira (Lisboa, 1962 — Lisboa, 20 de junho de 2011) foi um ator português, de cinema e teatro.

## Biografia
Pedro Hestnes Ferreira nasceu em Lisboa no ano de 1962, filho do arquiteto Raul Hestnes Ferreira e neto do escritor José Gomes Ferreira. Viveu entre Lisboa, Porto, Paris e Évora, onde estudou teatro, arquitetura e artes.
Na primeira metade da década de 1980 trabalhou no teatro com Mário Barradas, no Centro Cultural de Évora. Posteriormente, fixou a sua carreira no cinema, tendo participado em vários filmes relevantes do cinema português dos finais dos anos 1980 e inícios dos anos 1990, entre eles O Desejado, Três Menos Eu, Agosto, O Sangue, A Idade Maior, Xavier e Três Palmeiras.
O seu último trabalho foi no filme Em Segunda Mão, de Catarina Ruivo, que ainda estava em fase de montagem quando morreu e só viria a estrear em 2013.
Ele morreu a 20 de junho de 2011, vítima de cancro.
Em 2014, Pedro Hestnes venceu a título póstumo o Globo de Ouro de melhor ator de cinema, pelo seu último papel no cinema.

## Filmografia
Longas-metragens
| Ano  | Título                          | Papel                    | Notas |
| ---- | ------------------------------- | ------------------------ | ----- |
| 1987 | O Desejado                      |                          | Voz   |
| 1988 | Três Menos Eu                   | António, o cleptomaníaco |       |
| 1988 | Uma Pedra no Bolso              |                          | Voz   |
| 1988 | Tempos Difíceis                 | Bastos                   |       |
| 1988 | Agosto                          | Alberto                  |       |
| 1989 | O Sangue                        | Vicente                  |       |
| 1989 | Um Passo, Outro Passo e Depois… | Luís                     |       |
| 1990 | Le trésor des îles chiennes     | o barman do palácio      |       |
| 1990 | Malvadez                        | Matias                   |       |
| 1991 | Os Cornos de Cronos             | Baltasar                 |       |
| 1991 | A Idade Maior                   | Mário                    | Voz   |
| 1992 | Xavier                          | Xavier                   |       |
| 1993 | Aqui na Terra                   | António                  |       |
| 1994 | Casa de Lava                    | o filho de Edite         |       |
| 1994 | Três Palmeiras                  | o pai                    |       |
| 1995 | Pandora                         | Martin                   |       |
| 1997 | Docteur Chance                  | Angstel                  |       |
| 1999 | O Anjo da Guarda                | Álvaro                   |       |
| 2000 | Capitães de Abril               | Emílio                   |       |
| 2000 | Combate de Amor em Sonho        | Marc                     |       |
| 2006 | Body Rice                       | Joaquim                  |       |
| 2007 | Rio Turvo                       |                          |       |
| 2007 | Lobos                           |                          |       |
| 2009 | Bazar                           | o médico                 |       |
| 2010 | Cinerama                        |                          |       |
| 2012 | Em Segunda Mão                  | Jorge                    |       |

Curtas-metragens
| Ano  | Título                 | Papel      |
| ---- | ---------------------- | ---------- |
| 1979 | O Amor das Três Romãs  |            |
| 1990 | O Pomar                |            |
| 1998 | Uma Cerveja no Inverno |            |
| 1998 | Desvio                 |            |
| 2004 | A Casa Esquecida       | Agricultor |
| 2006 | Benção                 | o marido   |
| 2006 | A Cura                 | o pintor   |
| 2008 | Além do Corpo          |            |
| 2009 | Vida Virtual           |            |
| 2009 | Synchrotron            |            |
| 2009 | Circuito Integrado     | Mário      |